# Molekularküche

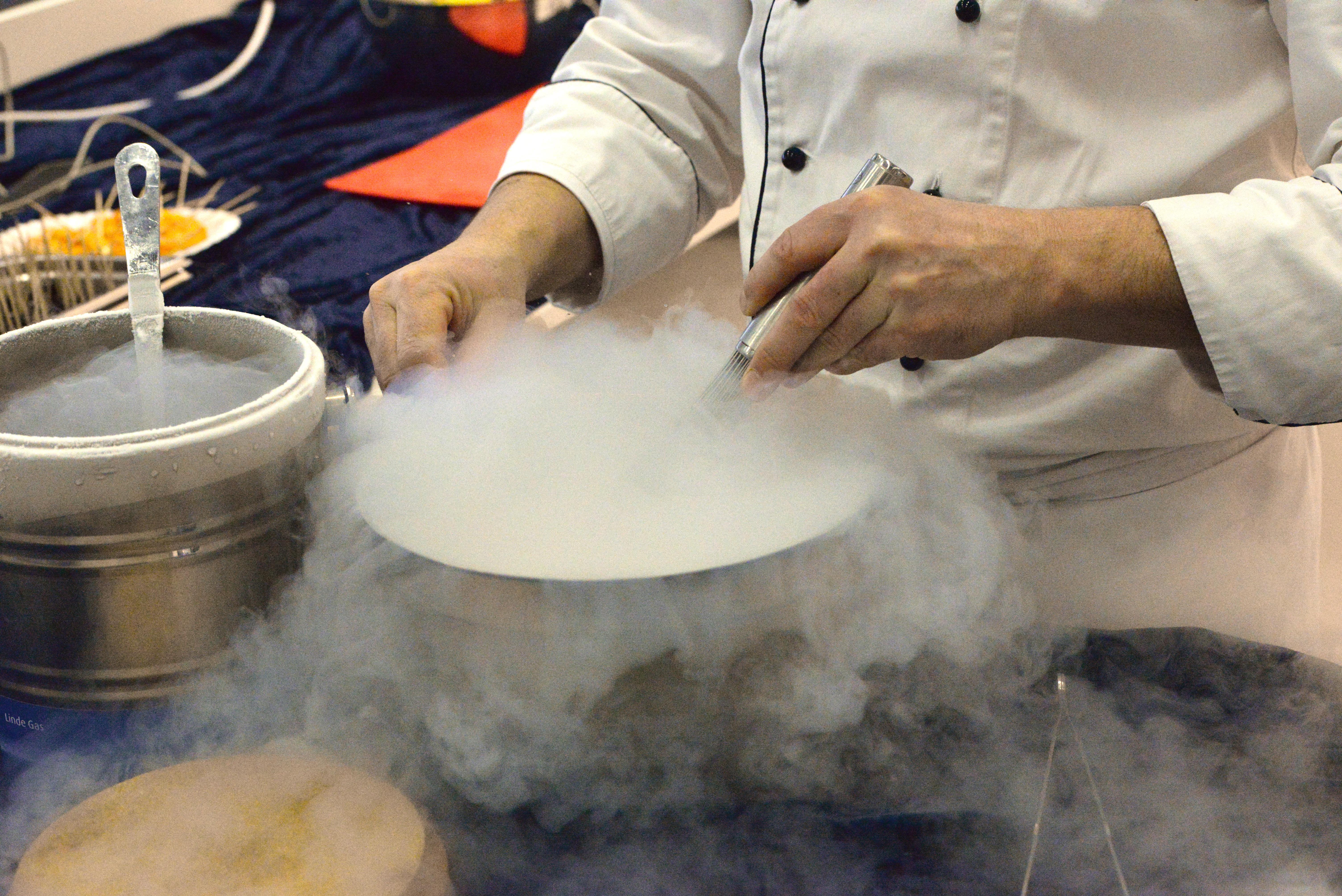
Zubereitung mit flüssigem Stickstoff

Die Molekulargastronomie oder auch Molekularküche befasst sich mit den biochemischen und physikalisch-chemischen Prozessen bei der Zubereitung und beim Genuss von Speisen und Getränken. Der Begriff ist etabliert, jedoch umstritten – er ist wenig aussagekräftig, da alle organischen Stoffe aus Molekülen bestehen. International werden auch die Begriffe modernist cuisine (zu Deutsch ‚moderne Küche‘), culinary physics (zu Deutsch ‚Physik der Kochkunst‘) oder experimental cuisine (zu Deutsch ‚experimentelle Kochkunst‘) verwendet.
Die Molekularküche setzt Erkenntnisse aus der wissenschaftlichen Untersuchung biochemischer, physikalischer und chemischer Prozesse bei der Zubereitung von Speisen und Getränken um, die mit der Änderung von Texturen einzelner Produkte oder allgemein mit den Wechselwirkungen zwischen physikalisch-chemischen Prozessen und Veränderungen eines Produkts zu tun haben.

## Geschichte
Der Begriff „Molekulargastronomie“ wurde um 1990 von Hervé This geprägt. 1992 fand auf Sizilien das erste internationale Arbeitstreffen über molekulare und physikalische Gastronomie statt. Als Ziel dieser angewandten Wissenschaft nennt This Folgendes: althergebrachte Rezepte zu erklären, sie womöglich zu verbessern und mit den dabei gewonnenen Erkenntnissen neue Rezepte zu kreieren.
Hervé This war allerdings nicht der Erste, der sich der naturwissenschaftlichen Betrachtung von Kochvorgängen widmete. Seit dem Zweiten Weltkrieg wurden z. B. verschiedene Gelbildner wie Agar, Carragenan, Xanthan, Johannisbrotkernmehl und andere in Convenience Food-Produkten zur Erzeugung einer gewünschten Konsistenz und somit eines erstrebten Mundgefühls hinzugefügt, daneben wurde durch Zugabe von Antioxidans wie Vitamin C die Oxidation der Erzeugnisse gemindert und durch Aromaextrakte der Geschmack verstärkt. In den 1980er Jahren hatte Nicholas Kurti mit dem Aufsatz The Physicist in the Kitchen die Grundlagen für die moderne Molekulargastronomie verfasst. Von Kurti stammt auch der von This gern zitierte Satz: „Es ist absurd, dass wir über die Temperatur im Zentrum der Sonne mehr wissen als über jene im Inneren eines Soufflés.“
Das veränderte Verhalten von Strukturen in Lebensmitteln durch mechanische Einwirkungen, durch Temperaturveränderungen oder durch Verwendung von Zusatzstoffen wie Alginate beschäftigt die sich mit dem Thema befassenden Wissenschaftler und Köche. Sie interessiert weniger die Frage, wann die richtige Garzeit für Fleisch und Fisch erreicht ist oder wie lange ein Soufflé im Ofen bleiben muss. Für sie ist vielmehr wichtig zu wissen, warum das alles passiert, um daraus auch Erkenntnisse für andere Zubereitungsprozesse ziehen zu können. Thomas A. Vilgis vom Max-Planck-Institut für Polymerforschung in Mainz zählt zu den bekanntesten deutschen Wissenschaftlern auf dem Gebiet der Molekularküche. International haben vor allem Hervé This, Harold McGee, Nicholas Kurti und Peter Barham große Entwicklungsarbeit geleistet.
Aus diesem naturwissenschaftlichen Ansatz hat sich ein neuartiger Stil der Haute Cuisine entwickelt, der Molekularküche genannt wird, aber letzten Endes nur eine angewandte Molekularküche ist. Sein bekanntester internationaler Vertreter ist der spanische Koch Ferran Adrià.
Der spanischstämmige Drei-Sterne-Koch Juan Amador arbeitete in seinem Restaurant in Langen ebenfalls in diesem Bereich, lehnt jedoch für sich die Bezeichnung Molekularküche ab. Ein weiterer molekular inspirierter Koch in Deutschland ist Heiko Antoniewicz. International zählen neben Adrià Heston Blumenthal, Grant Achatz und Marc Veyrat zu den bedeutendsten Spitzenköchen auf dem Gebiet der molekular inspirierten Avantgardeküche. Weitere wichtige Vertreter sind die Spanier Martin Berasategui, Juan Arzak, Joan Roca, Luiz Aduriz und Quique Dacosta sowie Homaru Cantu (Chicago), Sergio Herman (Niederlande) und René Redzepi (Dänemark). In Deutschland ist der Naturwissenschaftler und Physiker Thomas Vilgis ein bekannter Experte für Molekulargastronomie. Er forscht wissenschaftlich auf dem Gebiet und publiziert zudem auch populärwissenschaftliche Bücher und Artikel zum Thema.
Der ehemalige Microsoft-Angestellte Nathan Myhrvold veröffentlichte 2011 zusammen mit Chris Young und Maxime Biletein ein sechsbändiges Kochbuch, eine Neudefinition der „modernen Küche“. In Modernist Cuisine: The Art and Science of Cooking nähert er sich wissenschaftlich der modernen Experimentalküche an. Auf 2438 Seiten veranschlagt er beispielsweise für seinen „perfekten Cheeseburger“ 30 Stunden Zubereitungszeit.

## Methoden
Die angewandte Molekularküche nutzt auch Erkenntnisse aus der modernen Lebensmitteltechnologie, um Gerichte mit völlig neuartigen Eigenschaften zu erzeugen, wie zum Beispiel Schäume/Mousses, Airs, warme Gelees, heißes „Eis“, das beim Abkühlen im Mund schmilzt, Bonbons aus Olivenöl oder „Kaviar“ aus Melonen. Durch die überraschenden Kombinationen von Aromen, süß und salzig, Temperaturen und Texturen sind diese Gerichte zugleich „Schule der Wahrnehmung“ und nähern sich den Methoden der modernen Kunst.
Genutzt werden in der molekular inspirierten Küche auch verschiedene Geräte, die aus dem Laborbedarf stammen. Hierzu zählt in erster Linie das temperaturkontrollierte Wasserbad, das Vakuumgaren (auch: Sous-vide-Garen, französisch für Garen ‚unter Vakuum‘) und das Niedrigtemperaturgaren. Häufig verwendet werden auch Rotationsverdampfer zur Herstellung von Extrakten, Aromasalzen und Destillaten sowie eine Kühlung mit Trockeneis oder Flüssigstickstoff, Homogenisatoren, Zentrifugen und Lyophillen.

## Typische Gerichte

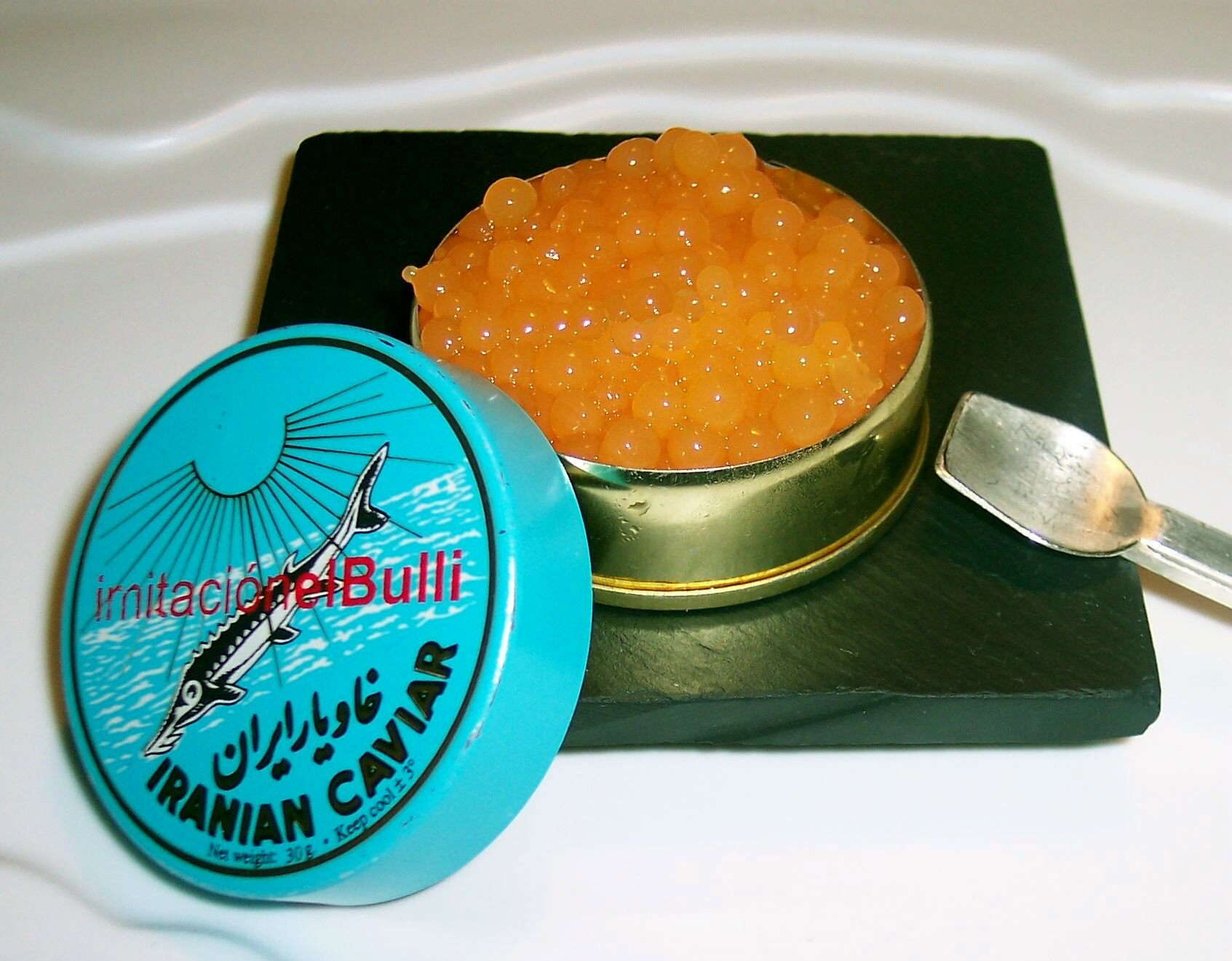
El Bulli: Melonenkaviar, 2004

Eine berühmte Kreation der molekular inspirierten Küche ist der sphärische Melonenkaviar von Ferran Adrià. Durch das Verfahren der „Sphärisierung“ nehmen Tropfen des Melonenextrakts die Form von „Sphären“ an, eine kugelförmige Außenhülle umschließt den flüssigen Kern.
Die molekular inspirierte Küche nutzt eine Vielzahl von natürlichen Grundprodukten, darunter auch Texturgeber, die als vielseitige und vegetarische Alternativen zu Gelatine eingesetzt werden. Dazu zählen Xanthan (E 415) oder die aus Algen gewonnenen Stoffe Agar Agar und Alginsäure, aber auch Johannisbrotkernmehl sowie Guarkernmehl.